# Labirintitis
Labirintitis (lat. labyrinthitis) je upala labirinta (koji se nalazi u unutarnjem uhu) u kojemu je smješten osjetni organ za ravnotežu.
Labirintitis najčešće uzrokuju virusi. Može biti i posljedica bakterijske upale, ozljede glave, alergije, vrlo rijetko gljivične infekcije ili nuspojava nekih lijekova.  Vodeći simptomi odnose se na poremećaj ravnoteže (vrtoglavica, mučnina, povraćanje), a mogu biti praćeni gubitkom sluha i tinitusom. 
Kao posljedica oštećanja labirinta nastaje labirintni sindrom obilježen kohlearnim (zujanje, tinitus, slabljenje sluha) i vestibularnim simptomima (nistagmus na zdravu stranu, povraćanje, vrtogavica, ataksija i lateralizacija na bolesnu stranu).
Patološkoanatomski, labirintitis može biti seriozni ili gnojni, a prema proširenosti pak difuzni ili cirkumskriptni.
|  | Molimo pročitajte upozorenje o korištenju medicinskih informacija. Ne provodite liječenje bez savjetovanja s liječnikom! |